# Viva World Cup
 (janvier 2024).
La VIVA World Cup est une compétition de football, créée en 2006 et disparue en 2013, durant laquelle s'affrontent des fédérations non affiliées à la FIFA.

## Historique

### Éditions

#### Première édition
La Viva World Cup 2006 est une compétition de football qui a eu lieu en Provence/Occitanie en France du 20 novembre au 24 novembre 2006. Il s'agit du premier tournoi de football international ouvert aux équipes non affilé à la FIFA, organisé par la NF-Board,,.
Les équipes participantes furent l'Occitanie, la Laponie, Monaco et enfin l'équipe du Cameroun du Sud,. Cette dernière équipe ne put pas participer aux matchs du fait de problèmes de visa.
Initialement prévue en Chypre du Nord après validation d'une visite de reconnaissance par la direction du NF-Board, des changements politiques sont intervenus entre-temps sur ce territoire, avec des répercussions sur la Fédération de Chypre du Nord de football,. Chypre du Nord n'admet plus de recevoir certaines associations de football, le Comité d'urgence de la NF-Board prend la décision d'annuler l'édition prévue là-bas et de transférer la compétition à Hyères en France.
La Laponie remporte la finale 21 à 1 en finale contre Monaco,,.

#### Deuxième édition
La Viva World Cup 2008 est une compétition de football s'étant tenue en Laponie (Suède) du 7 juillet au 13 juillet 2008. Il s'agit de la deuxième édition de la compétition,,. Les équipes participantes furent la Laponie,, la Padanie, la Provence, le Kurdistan et les Araméens.
La finale masculine eu lieu le 13 juillet 2008 au Stade Gällivare devant 1400 personnes, la rencontre fut arbitrée par le suédois Monty Reiman, et a vu la Padanie s'imposer 2 à 0 contre l'équipe araméenne,,.
La première Viva World Women's Cup est remporté par la sélection de la Laponie féminine après avoir battu le Kurdistan 4 à 0 la finale aller et 11 à 1 la finale retour,,,,,.

#### Troisième édition
La Viva World Cup 2009 est une compétition de football s'étant tenue en Padanie (Italie) du 21 juin au 28 juin 2009. Il s'agit de la troisième édition de la compétition. Les équipes participantes furent la Laponie, la Padanie, le Kurdistan, la Provence, l'Occitanie et Gozo.
La Padanie remporte pour la seconde fois le tournoi, en battant en finale le Kurdistan 2 à 0, les buts fut inscrits par Andrea D'Alessandro à la 73e et Andrea Casse à la 74e,,. La Laponie remporte le match pour la troisième place 4-4 (tab: 5-4) contre la Provence,

#### Quatrième édition
La Viva World Cup 2010 est une compétition de football s'étant tenue à Gozo (Malte) du 29 mai au 5 juin 2010,,,,,,. Il s'agit de la quatrième édition de la compétition,,,,,. Les équipes participantes furent la Padanie, le Kurdistan, la Provence, l'Occitanie, Gozo et les Deux-Siciles.
Le Tibet recherche sans succès des sponsors pour participer à cette édition. La Laponie ne participera à la quatrième édition,.
La Padanie remporte pour la troisième fois la coupe en battant le Kurdistan 1 à 0,,,, l'Occitanie termine troisième.
Pour la seconde fois, une Viva Women's World Cup, apparaît, elle oppose deux équipes féminines dans deux matchs aller-retour que remportent les padanes face aux Gozitainnes 4-0 et 3-0,,.

#### Cinquième édition
La Viva World Cup 2012 est organisée du 4 au 9 juin 2012 au Kurdistan irakien,,,,. Cette édition voit la participation de neuf équipes : le Kurdistan, le Sahara occidental, l'Occitanie, le Darfour,,, Chypre du Nord, le Zanzibar, la Rhétie, l'Îlam tamoul et la Provence.
Les sélections du Tibet, et du Québec, annoncent qu'ils se retirent du tournoi malgré une invitation. La FA Sápmi (en) a décidé de ne pas participer à la VIVA World Cup 2012. La sélection du Groenland était également invitée à participer à son premier mondiale, mais le voyage fut annulée pour divers raisons.
Le Kurdistan remporte la finale 2 a 1 face à Chypre du Nord,,,,. Le Zanzibar termine troisième et la Provence quatrième.
Deux jours après la finale, le 11 juin 2012, l'immeuble de la Fédération de Chypre du Nord de football a été incendié,,,.

## Participants
- Kurdistan : 4 (2008, 2009, 2010, 2012) (1 titre, 2 finales)
- Occitanie : 4 (2006, 2009, 2010, 2012)
- Provence : 4 (2008, 2009, 2010, 2012)
- Padanie : 3 (2008, 2009, 2010) (3 titres)
- Laponie : 3 (2006, 2008, 2009) (1 titre)
- Gozo : 2 (2009, 2010)
- Îlam Tamoul (Association) : 1 (2012)
- Zanzibar : 1 (2012) (1 finale)
- Deux-Siciles : 1 (2010)
- Principauté de Monaco : 1 (2006) (1 finale)
- Chypre du Nord : 1 (2012) (1 finale)
- Araméens : 1 (2008) (1 finale)
- Sahara occidental : 1 (2012)
- Rhétie : 1 (2012)
- Darfour : 1 (2012)

## Palmarès

### Hommes
| Édition | Année | Lieu   | Organisateur | Vainqueur   | Score  | Finaliste      | Troisième | Score                 | Quatrième       | Participants | Rapport |
| ------- | ----- | ------ | ------------ | ----------- | ------ | -------------- | --------- | --------------------- | --------------- | ------------ | ------- |
| 1re     | 2006  | France | Occitanie    | Laponie     | 21 − 1 | Monaco         | Occitanie | 3 − 0 forfait         | Cameroun du Sud | 4            | Rapport |
| 2e      | 2008  | Suède  | Laponie      | Padanie     | 2 − 0  | Araméens       | Laponie   | 3 − 1                 | Kurdistan       | 5            | Rapport |
| 3e      | 2009  | Italie | Padanie      | Padanie (2) | 2 − 0  | Kurdistan      | Laponie   | 4 − 4 (t.a.b : 5 - 4) | Provence        | 6            | Rapport |
| 4e      | 2010  | Malte  | Gozo         | Padanie (3) | 1 − 0  | Kurdistan      | Occitanie | 2 − 0                 | Deux-Siciles    | 6            | Rapport |
| 5e      | 2012  | Irak   | Kurdistan    | Kurdistan   | 2 − 1  | Chypre du Nord | Zanzibar  | 7 − 2                 | Provence        | 9            | Rapport |

### Femmes
| Édition | Année | Lieu  | Organisateur | Vainqueur | Score          | Finaliste | Participants | Rapport |
| ------- | ----- | ----- | ------------ | --------- | -------------- | --------- | ------------ | ------- |
| 1er     | 2008  | Suède | Laponie      | Laponie   | 4 - 0 / 11 - 1 | Kurdistan | 2            | Rapport |
| 2e      | 2010  | Malte | Gozo         | Padanie   | 4 - 0 / 3 - 0  | Gozo      | 2            | Rapport |

### Trophée
Le Trophée de la VIVA World Cup a été conçu par le sculpteur français Gérard Pigault.
Le trophée masculin de couleur bleu porte le nom de Nelson Mandela premier Président d' Afrique du Sud de 1994 à 1999 et l'un des dirigeants historiques de la lutte contre le système politique institutionnel de ségrégation raciale de l'apartheid, également Prix Nobel de la paix de 1993.
Le trophée féminin de couleur blanc porte le nom de Mère Teresa religieuse catholique albanaise naturalisée indienne, missionnaire en Inde de 1928 à 1997, elle fut prix Nobel de la paix en 1979.

### Classement selon le tour atteint
| Rang | Équipe          | Éditions remportées | Deuxièmes places | Troisièmes places | Quatrièmes places |
| ---- | --------------- | ------------------- | ---------------- | ----------------- | ----------------- |
| 1    | Padanie         | · 2008, 2009, 2010  |                  |                   |                   |
| 2    | Kurdistan       | · 2012              | · 2009, 2010     |                   | 1 2008            |
| 3    | Laponie         | · 2006              |                  | · 2008, 2009      |                   |
| 4    | Monaco          |                     | · 2006           |                   |                   |
| 4    | Araméens        |                     | · 2008           |                   |                   |
| 4    | Chypre du Nord  |                     | · 2012           |                   |                   |
| 5    | Occitanie       |                     |                  | · 2006, 2010      |                   |
| 6    | Zanzibar        |                     |                  | · 2012            |                   |
| 7    | Provence        |                     |                  |                   | 2 2009, 2012      |
| 8    | Cameroun du Sud |                     |                  |                   | 1 2006            |
| 8    | Deux-Siciles    |                     |                  |                   | 1 2010            |

| Rang | Équipe    | Éditions remportées | Deuxièmes places |
| ---- | --------- | ------------------- | ---------------- |
| 1    | Laponie   | · 2008              |                  |
| 1    | Padanie   | · 2010              |                  |
| 2    | Kurdistan |                     | · 2008           |
| 2    | Gozo      |                     | · 2010           |

## Statistiques

### Meilleur buteur par édition
| Edition | Joueurs                                         | Buts |
| ------- | ----------------------------------------------- | ---- |
| 2006    | Tom Høgli Eirik Lamøy (en) Steffen Nystrøm (en) | 6    |
| 2008    | Stefano Salandra Giordan Ligarotti              | 4    |
| 2009    | Svein Thomassen Enais Hammoud                   | 5    |
| 2010    | Hydar Qaraman                                   | 5    |
| 2012    | Khamis Mcha Khamis (en)                         | 7    |

| Edition | Joueurs                   | Buts |
| ------- | ------------------------- | ---- |
| 2008    | Gry Keskitalo Skulbørstad | 9    |
| 2010    | Valentina Povia           | 2    |

## Présidents, sélectionneurs et capitaines vainqueurs
| Année | Président        | Sélectionneur            | Capitaine                 | Sélection |
| ----- | ---------------- | ------------------------ | ------------------------- | --------- |
| 2006  | Leif Isak Nilut  | Ivar Morten Normark (en) | Olav Råstad (en)          | Laponie   |
| 2008  | Renzo Bossi (it) | Renzo Bossi              | Alessandro Dal Canto (it) | Padanie   |
| 2009  | Renzo Bossi      | Renzo Bossi              | Gianpietro Piovani (it)   | Padanie   |
| 2010  | Renzo Bossi      | Renzo Bossi              | Gianpietro Piovani        | Padanie   |
| 2012  | Safeen Kanabi    | Abdullah Mahmoud         | Mohammad Hasib Hamakhan   | Kurdistan |

| Année | Président             | Sélectionneur        | Capitaine       | Sélection |
| ----- | --------------------- | -------------------- | --------------- | --------- |
| 2008  | Mikkel Isak Eira (no) | Frank Steve Lindseth | Ingvild Berg    | Laponie   |
| 2010  | Renzo Bossi           | Renzo Bossi          | Valentina Povia | Padanie   |

## Organisation

### Stades des finales
| Année | Stade                                |
| ----- | ------------------------------------ |
| 2006  | Stade Perruc (en), (Hyères)          |
| 2008  | Gällivare Stadium (Gällivare)        |
| 2009  | Stade Marcantonio-Bentegodi (Vérone) |
| 2010  | Gozo Stadium (en) (Xewkija)          |
| 2012  | Franso Hariri Stadium (Erbil)        |

| Année | Stade                           |
| ----- | ------------------------------- |
| 2008  | Gällivare Stadium (Gällivare)   |
| 2008  | Malmberget Stadium (Malmberget) |
| 2010  | Gozo Stadium (en) (Xewkija)     |

### Arbitres des finales
| Édition | Arbitres                                                       |
| ------- | -------------------------------------------------------------- |
| 2006    | Ragnar Dahl, Per-Anders Blind                                  |
| 2008    | Monty Reiman                                                   |
| 2009    | Per-Anders Blind, Antonio Guida                                |
| 2010    | Joe Bajada, Mario Mazzoleni, Luciano Casnati, Karim Azad Hatim |
| 2012    |                                                                |

| Édition | Arbitres                                                   |
| ------- | ---------------------------------------------------------- |
| 2008    |                                                            |
| 2010    | Lawrence Azzopardi, Joe Bajada, Claudio Guida              |
| 2010    | Joe Bajada, Eucharist Portelli, Georgi Radu, Claudio Guida |